# والتورنو
 والتورنو رودی است به دریای تیرنی می‌ریزد. این رود از کشور ایتالیا می‌گذرد.